# 6763 Kochiny
A 6763 Kochiny (ideiglenes jelöléssel 1981 RA2) a Naprendszer kisbolygóövében található aszteroida. Ljudmila Georgijevna Karacskina fedezte fel 1981. szeptember 7-én.